# Žuta perunika
Žuta perunika (vodena perunika, mačinac vodeni; lat. Iris pseudacorus), biljka cvjetnica iz porodice perunikovki raširena po Europi do Kavkaza, i od Mediterana do Irana. To je rizomatski geofit ili helofit i prvenstveno raste u umjerenom biomu.
Ima uspravnu valjkastu stabljiku koja naraste od 100 do 150 cm. Listovi uspravni i ušiljeni, dugi do 90 i široki 1 do 3 cm. Cvjetovi su krupni, dvospolni, smješteni na dugim drškama u pazušcima zelenih brakteja. Plod je krupna kapsula
Žuta ili vodena perunika voli vlažna mjesta, kao močvarne livade, i obale rijeka i kanala. Razmnožava se podancima i sjemenom.
Uzgaja se i kao ukrasna biljka
- I. pseudacorus, habitat
- I. pseudacorus
- I. pseudacorus
- I. pseudacorus, rizomi